# Kecamatan Merbau
Kecamatan Merbau är ett distrikt i Indonesien.   Det ligger i provinsen Kepulauan Riau, i den västra delen av landet, 900 km nordväst om huvudstaden Jakarta. Kecamatan Merbau ligger på ön Pulau Pandang.